# Moreno Agromán
Moreno Agromán (o Moreno de albañil) es una expresión popular usada en España para designar tener la piel bronceada sólo en aquellas partes del cuerpo que deja descubierta una camiseta (cuello, cabeza, cara y brazos, especialmente), como les ocurre a los trabajadores del campo o de la construcción, o simplemente, a aquellos que no toman el Sol a cuerpo entero. Sociológicamente, fue frase muy frecuente desde  los 70 para señalar a aquellos que no tomaban vacaciones en la playa durante el verano, generalmente, muy cálido y soleado en la mayor parte de España.